# سیارک ۱۲۹۷۳
سیارک ۱۲۹۷۳ (به انگلیسی: 12973 Melanthios، نامگذاری:1973SY1) دوازده هزار و نهصد و هفتاد و سومین سیارک کشف شده‌است که در ۱۹ سپتامبر ۱۹۷۳ کشف شد.
قدر مطلق سیارک برابر ۱۱٫۴۰ است.